# О’Салливан, Катал
Катал О’Салливан (англ. Cathal O'Sullivan; 5 марта 2007, Корк) — ирландский футболист, полузащитник клуба «Корк Сити».

## Клубная карьера
О’Салливан начал свою футбольную карьеру в клубе «Лисайд Юнайтед», а в 2020 году присоединился к академии «Корк Сити», где прошёл через команды различных возрастных категорий. 25 июля 2023 года он подписал первый профессиональный контракт с клубом. 14 августа 2023 года дебютировал за основную команду в финале Кубка Манстера против «Коб Рэмблерс». 15 марта 2024 года забил свой первый гол за «Корк Сити» в матче против «Брей Уондерерс». 18 октября 2024 года О’Салливан оформил дубль в победном (6:0) матче против «Уэксфорда», что обеспечило «Корк Сити» победу в Первом дивизионе Лиги Ирландии и повышение в Премьер-дивизион. По итогам сезона 2024 года он был включён в символическую сборную Первого дивизиона по версии Профессиональной футбольной ассоциации Ирландии, забив 7 голов в 28 матчах. В Премьер-дивизионе О’Салливан дебютировал 14 февраля 2025 года в матче против «Гэлуэй Юнайтед».

## Карьера в сборной
21 сентября 2021 года О’Салливан дебютировал за сборную Ирландии до 15 лет, будучи капитаном в матче против Черногории, где забил гол и отдал голевую передачу. 9 сентября 2023 года он впервые сыграл за сборную до 17 лет в матче против Бельгии. 5 сентября 2024 года О’Салливан дебютировал за сборную Ирландии до 19 лет в игре против Франции.